# Клеточная пластинка
Кле́точная пласти́нка, или Межкле́точная пласти́нка, или Среди́нная пласти́нка — пектиновая перегородка, возникающая во время цитокинеза у растительных клеток. 
При образовании клеточной пластинки эндосомальные везикулы и везикулы из комплекса Гольджи, несущие компоненты клеточной стенки и клеточной мембраны, доставляются в плоскость будущего деления и соединяются с образованием пластинки. 
После образования такой трубчато-везикулярной сети в центре клетки первоначально неустойчивая клеточная пластинка преобразуется в трубчатую систему, позже приобретающую окончатую структуру. Клеточная пластинка растёт из центра клетки кнаружи до плазматической мембраны исходной клетки. Когда она сливается с ней, происходит цитокинез и тем самым деление клетки завершается. Формирование и рост клеточной пластинки находится под воздействием фрагмопласта, который необходим для правильного позиционирования везикул из комплекса Гольджи в клеточной пластинке.
Когда в центральной части клетки клеточная пластинка созревает, в этом регионе фрагмопласт распадается, и новые элементы включаются в его внешнюю часть. Этот процесс приводит к постоянному расширению фрагмопласта, и, сопутствующе, продолжительному перепозиционированию везикул из комплекса Гольджи к растущему концу клеточной пластинки. Когда он достигает плазматической мембраны, фрагмопласт распадается. Таким образом не только отмечается разделение на две дочерние клетки, но и начинается цепь биохимических модификаций, превращающих богатую каллозой, гибкую клеточную пластинку в богатую целлюлозой, жёсткую клеточную стенку.
Сильная зависимость формирования клеточной пластинки от активности комплекса Гольджи объясняет, почему в растительных клетках, в отличие от клеток животных, во время клеточного деления не разрушается секреторный аппарат.